# Peter Veliki
Peter I. Veliki (tudi Peter I. Aleksejevič, rusko Пётр I Вели́кий), ruski car, * 9. junij (30. maj, ruski koledar) 1672, Moskva, † 8. februar (28. januar) 1725, Sankt Peterburg.
Peter Veliki je kot ruski car vladal Ruskemu carstvu od 7. maja 1682 do leta 1721 in nato kot imperator Ruskemu imperiju do svoje smrti leta 1725. Pripisujejo se mu zasluge predvsem za modernizacijo države in njeno transformacijo v evropsko silo. Njegove metode so bile pogosto stroge in avtokratske.
V več uspešnih vojnah je osvojil pristanišča pri Azovu in ob Baltskem morju ter postavil temelje za Rusko imperialno mornarico. S tem je končal obdobje nesporne švedske premoči na Baltskem morju in začel širitev carstva v veliko večji imperij, ki je postal velika evropska sila. Vodil je kulturno revolucijo, ki je zamenjala nekatere tradicionalne in srednjeveške socialne in politične sisteme s sodobnimi, znanstvenimi, zahodnjaškimi in radikalno razsvetljenskimi. Peter je bil od leta 1696 absolutni monarh in najvišja oblast. Njegove upravne reforme, s katerimi je ustanovil Vladajoči senat in leta 1722 Tabelo činov, so imele dolgotrajen učinek na Rusijo.
Leta 1700 je vpeljal julijanski koledar (v tem času je v večini držav veljal gregorijanski koledar). Leta 1703 je uveljavil prvi ruski časopis, Sankt-Peterburgskije Vedomosti (rusko Санкт-Петербургские ведомости) in sprejel novo pisavo, ki jo je oblikoval sam in je postal njen glavni avtor. Leta 1703 je ustanovil mesto Sankt Peterburg na obali reke Neve kot »okno na Zahod«. Peter je leta 1712 premaknil prestolnico Rusije iz Moskve v Sankt Peterburg. Zagovarjal je visoko izobrazbo in industrializacijo Ruskega imperija.
Peter se je zelo zanimal za rastline, živali in minerale, napačno oblikovana bitja ali izjeme. Spodbujal je raziskovanje deformiranih bitij z namenom pregnati strah pred pošastmi. Ruska akademija znanosti in Sanktpeterburška državna univerza sta bili ustanovljeni leta 1724, leto pred njegovo smrtjo.

## Zgodnje življenje
Peter je bil imenovan po apostolu Petru in so ga kot novorojenčka opisovali kot »dobrega zdravja, materinih, rahlo tatarskih, črnih oči in s šopom rdečerjavih las«. Odrasel je na Izmailovski posesti in od majhnega ga je poučevalo več zasebnih učiteljev, ki jih je najel njegov oče, car Aleksej I. Med njimi so bili Nikita Zotov, Patrick Gordon in Paul Menesius. 29. januarja 1676 je Aleksej umrl in prepustil suverenost Petrovemu starejšemu polbratu, šibkemu in bolehnemu Fjodorju III. V tem obdobju je vlado večinoma vodil Artamon Matvejev, razsvetljeni prijatelj Alekseja, politična glava družine Nariškinovi in en od Petrovih največjih otroških dobrotnikov.
To stanje se je spremenilo po Fjodorjevi smrti leta 1682. Ker Fjodor ni imel otrok, je prišlo do spora med Miloslavskimi (Marija Miloslavskaja je bila prva žena Alekseja I.) in Nariškinovimi (Natalija Nariškina je bila druga) glede tega, kdo bo zasedel prestol. Peter je vladal skupaj s svojim starejšim polbratom Ivanom V. do leta 1696. Ivan, ki je bil prvi v vrsti za prestol, je bil kronično bolan, pa tudi slaboumen. Tako je Duma bojarjev (svet ruskih plemičev) izbrala 10-letnega Petra, da postane car, njegova mati pa regentka.
Ta ureditev je bila skladno s starodavno tradicijo predstavljena Moskovčanom in ti so jo ratificirali. Sofija, ena od Aleksejevih hčera iz prvega zakona, je aprila–maja 1682 vodila upor Strelcev (elitne ruske vojaške enote). V spopadu, ki je sledil, je bilo ubitih nekaj Petrovih sorodnikov in prijateljev, vključno z Artamonom Matvejevim, Peter pa je bil priča nekaterim od teh dejanj političnega nasilja.
Po zaslugi Strelcev so lahko Sofija, Miloslavski (klan Ivana) in njihovi zavezniki vztrajali, da se Petra in Ivana razglasi za sovladarja, pri čemer naj bo Ivan razglašen za nadrejenega. Sofija je nato v času mladoletnosti obeh vladarjev delovala kot regentka in razpolagala z vso močjo. Sedem let je vladala kot avtokrat. V prestol z dvema sedežema, ki sta ga uporabljala Ivan in Peter, je bila izrezana velika luknja. Za prestolom je sedela Sofija, poslušala njegove pogovore s plemiči in mu govorila podatke in odgovore na vprašanja in težave. Živel je v Preobraženskem. Prestol je moč videti v Kremeljski orožarni v Moskvi.
Pri 16 letih je Peter na posestvu odkril angleško ladjo, jo obnovil in se naučil jadrati. Dobil je sekstant, ampak ga ni znal uporabljati. Zato je začel iskati tujega strokovnjaka v Nemški četrti. Peter se je spoprijateljil z dvema nizozemskima tesarjema, Fransom Timmermanom in Karstenom Brandtom ter z več drugimi tujci v ruski službi. Študiral je aritmetiko, geometrijo in vojaške znanosti. Glasbeno izobraževanje ga ni zanimalo, vendar so mu bili očitno všeč ognjemeti in bobnanje.
Petra ni posebno skrbelo, ker so drugi vladali v njegovem imenu. Ukvarjal se je s konjički, kot so ladjedelništvo in jadranje, pa tudi uprizarjanje bitk s svojo vojsko igrač. Mati ga je poskušala prisiliti, naj se vede bolj običajno in mu je leta 1689 uredila poroko z Evohijo Lopuhino. Zakon je bil neuspešen in deset let pozneje je Peter ženo prisilil, da je postala nuna in se je osvobodil zveze.
Poleti 1689 je Peter načrtoval prevzem oblasti od svoje polsestre Sofije, katere položaj je bil oslabljen po dveh krimskih bojih proti Krimskemu kanatu, poskušaje ustaviti uničujoče napade krimskih Tatarov na ruska južna ozemlja. Ko je Sofija izvedela za njegove načrte, je organizirala zaroto skupaj z nekaj voditelji Strelcev, ki so neprestano sprožali nemir in nezadovoljstvo. Petra so drugi od Strelcev opozorili na to in sredi noči je pobegnil v neosvojljiv Trojiški samostan sv. Sergija. Tam je počasi zbiral privržence, ki so bili mnenja, da lahko on zmaga v boju za oblast. Sofija je bila naposled strmoglavljena, Peter I. in Ivan V. pa sta še naprej vladala kot so-carja. Peter je Sofijo prisilil, da je vstopila v ženski samostan, kjer se je odpovedala svojemu imenu in mestu v carski družini.
Peter še vedno ni imel dejanskega nadzora nad ruskimi zadevami. Z močjo je razpolagala njegova mati, Natalija Nariškina. Šele po smrti Natalije leta 1694 je 22-letni Peter postal neodvisni suveren. Uradno je bil Ivan V. še vedno so-car ob Petru, dejansko pa ni imel nobene moči. Ko je Ivan leta 1696 umrl brez moških potomcev je Peter postal edini vladar.
Peter je bil izjemno visok, sploh za tisti čas, domnevno 2,03 m. Imel je težave s trzljaji obraza in možno je, da je trpel za epileptičnimi napadi. Bil je pogost gost v Nemški četrti, kjer je spoznal Ano in Willema Monsa.

## Vladavina
Peter je uveljavil radikalne reforme z namenom modernizirati Rusijo. Bil je pod močnim vplivom svojih svetovalcev iz Zahodne Evrope. Moderniziral je rusko vojsko in sanjal o tem, da bi iz Rusije naredil pomorsko silo. Pri uresničevanju teh politik se je soočal z veliko nasprotovanja, a je upore proti svoji vladavini, kot so Strelci, Baškirji, Astrahan in največji državljanski upor njegovega obdobja, Bulavinov upor, brutalno zatrl.
Peter je socialne reforme uveljavil na absolutističen način. Na njegovem dvoru so bila obvezna francoska in zahodnjaška oblačila in dvorjani, državni uradniki ter vojaki so si morali briti brade in nositi moderna oblačila. Eden od načinov, s katerim so to dosegli, je bila uvedba davkov na dolge brade in halje septembra 1698.
Da bi Rusijo približal Zahodu, je želel, da bi se člani njegove družine poročali z drugim evropskim plemstvom. V preteklosti so njegovi predniki to omalovaževali, zdaj pa je uspelo. Uspešno je izpogajal, da se je Friderik Viljem, vojvoda Kurlandski poročil z njegovo nečakinjo Ano Ivanovno. S poroko je uradno ustanovil svojo novo prestolnico, Sankt Peterburg, za katero je že naročil gradbene projekte palač in stavb v zahodnem slogu. Peter je za oblikovanje mesta najel italijanske in nemške arhitekte.
V sklopu svojih reform je Peter začel z industrializacijo, ki je napredovala počasi, vendar je naposled uspela. Ruska proizvodnja in glavnina izvoza je takrat temeljila na rudarjenju in drvarjenju, do konca stoletja pa je Rusija postala največji izvoznik železa na svetu.
Peter je iskal načine za vzpostavitev več pomorskih oporišč, da bi izboljšal ruski položaj na morju. Edini ruski izhod na morje takrat je bil v Belo morje pri Arhangelsku. Baltsko morje je takrat nadzorovala Švedska, Črno in Kaspijsko morje pa sta nadzorovali Osmansko cesarstvo in Safavidsko cesarstvo.
Peter je poskušal pridobiti nadzor nad Črnim morjem, za kar bi bilo potrebno izgnati Tatare iz okoliškega območja. V okviru sporazuma s Poljsko, ki je Kijev prepustila Rusiji, se je bil Peter prisiljen bojevati proti Krimskemu kanatu in proti njegovim nadrejenim, otomanskemu sultanu. Petrov glavni cilj je postalo zavzetje otomanske trdnjave Azov blizu reke Don. Poleti 1695 je Peter organiziral boje za Azov z namenom zavzetja trdnjave, vendar ni bil uspešen.
Novembra 1695 se je Peter vrnil v Moskvo in začel graditi veliko mornarico v Voronežu. Proti Otomanom je leta 1696 poslal okrog 30 ladij in Azov julija tega leta uspešno zavzel.

### Veliko veleposlaništvo
Peter se je zavedal, da se Rusija z Otomanskim cesarstvom ne more spopasti sama. Leta 1697 je inkognito potoval v Zahodno Evropo na 18-mesečno potovanje z veliko rusko delegacijo – t.i. Veliko veleposlaništvo. Uporabljal je lažno ime, kar mu je omogočilo, da se je izognil socialnim in diplomatskim dogodkom, vendar mu ni, ker je bil bistveno višji od večine drugih, nihče nasedel. Eden izmed ciljev Velikega veleposlaništva je bil pridobiti pomoč evropskih monarhov, vendar so bili Petrovi upi pobiti. Francija je bila tradicionalni zaveznik otomanskega sultana, Avstrija pa je bila željna mira na vzhodu, medtem ko je bojevala svoje vojne na zahodu. Peter je poleg tega izbral neprimeren trenutek – Evropejci so se takrat bolj ukvarjali z špansko nasledstveno vojno oziroma s tem, kdo bo nasledil Karla II., kot z bojevanjem z otomanskim sultanom.
V Kaliningradu se je dva meseca učil pri artilerijskem inženirju. Julija je v gradu Coppenbrügge spoznal Sofijo Hanoversko. Opisala ga je: »Car je visok, lep moški s privlačnim obrazom. Ima živahen um in je zelo duhovit. Edino, nekdo, ki ga je narava tako dobro obdarila, bi lahko imel malo boljše manire.« Peter si je izposodil ladjo v Emmerichu am Rheinu in odjadral v Zaaandam, kamor je prispel 18. avgusta 1697. Preučeval je mline na veter, proizvodnjo in ladjedelništvo ter po enem tednu odšel. S posredovanjem Nicolaasa Witsena, strokovnjaka za Rusijo, je car prišel do priložnosti pridobiti praktične izkušnje štiri mesece v ladjedelnici, ki je bila v lasti Nizozemske vzhodnoindijske družbe, pod nadzorom Gerrita Claesza Poola. Skrben in sposoben car je pomagal pri gradnji vzhodnoindijske ladje Peter in Pavel, zgrajene prav zanj. Med svojim bivanjem je car spoznal veliko veščih delavcev, kot so ključavničarji, graditelji trdnjav, ladjedelničarji in mornarji, vključno s Korneliusom Krujsom, viceadmiralom, ki je pod Francem Jakovljevičem Lefortom postal carjev svetovalec za pomorske zadeve. Peter je pozneje uporabil svoje znanje ladjedelništva pri gradnji ruske vojne mornarice.
Peter je verjel, da so se tesarji na Nizozemskem preveč zanašali na oko in niso imeli dovolj natančnih risb za gradnjo. 11. januarja 1698 (po julijanskem koledarju) je Peter prispel na Viktorijino nabrežje v Londonu s štirimi blagajniki, tremi prevajalci, dvema urarjema, kuharjem, duhovnikom, šestimi trobentači, 70 vojaki s Preobraženskega polka, štirimi pritlikavci in opico. Peter je bil nastanjen na Norfolški ulici 21 v Londonu in se je srečal s kraljem Viljemom III. in Gilbertom Burnetom, prisostvoval seji Kraljeve družbe, prejel doktorat Oxfordske univerze, treniral opazovanje Venere v greenwiškem observatoriju in opazoval parado vojne mornarice v Deptfordu. Preučeval je angleške tehnike gradnje mest, kar je kasneje v veliki meri uporabljal pri Sankt Peterburgu. Anglijo je zapustil konec aprila 1698, po tem, ko se je naučil izdelave ur, tesanja krst in poziranja za sira Godfreyja Knellerja.
Nato je Veleposlaništvo odpotovalo v Leipzig, Dresden, Prago in na Dunaj. Peter je govoril z Avgustom Močnim in Leopoldom I. Petrov obisk je bil skrajšan, ker se je bil prisiljen vrniti domov zaradi upora Strelcev. Upor je bil z lahkoto zatrt še preden se je Peter vrnil domov. Od carske vojske je bil ubit le en vojak. Ne glede na to je Peter z uporniki ravnal brez milosti. Več kot 1200 upornikov je bilo mučenih in usmrčenih in Peter je ukazal, naj bodo njihova trupla javno razkazana kot opozorilo bodočim zarotnikom. Strelci so bili razpuščeni, nekaj upornikov je bilo izgnanih v Sibirijo, Petrova polsestra Sofija, katero so zarotniki želeli postaviti na prestol, pa je bila prisiljena postati nuna.
Peter je po obiskih na Zahodu dobil vtis, da so evropske navade na več načinov boljše od ruskih tradicij. Vsem svojim uradnikom in dvorjanom je ukazal, naj nosijo evropkska oblačila in obrijejo svoje dolge brade, zaradi česar so bili bojarji, ki so imeli zelo radi svoje brade, zelo prizadeti. Bojarji, ki so želeli obdržati svoje brade, so morali plačati letni davek na brade v višini sto rubljev. Peter se je tudi trudil končati prakso dogovorjenih porok, ki je bila v navadi med ruskim plemstvom, ker je verjel, da je takšna praksa barbarska in vodi v družinsko nasilje, saj se partnerji običajno ne marajo.
Leta 1698 je Peter uveljavil davek na brade, da bi posodobil rusko družbo. Istega leta je poslal delegacijo na Malto pod vodstvom bojarja Borisa Petroviča Šeremetjevega, da bi opazoval urjenje in sposobnosti Malteških vitezov in njihove flote. Šeremetjev je preučeval možnosti za bodoče skupne podvige z vitezi, vključno za boje proti Turkom in možnosti za prihodnje rusko mornariško oporišče. 12. septembra 1698 je Peter uradno ustanovil prvo oporišče Ruske vojne mornarice, Taganrog na Azovskem morju.
Leta 1699 je Peter spremenil datum praznovanja novega leta s 1. septembra na 1. januar. Tradicionalno so bila leta šteta od ustvarjenja sveta, od Petrovih reform pa so bila šteta od rojstva Kristusa. Tako je leta 7207 po starem ruskem koledarju Peter uveljavil julijanski koledar in leto je bilo 1700. Ob smrti Leforta leta 1699 ga je kot Petrov najljubši in prvi zaupnik zamenjal Menšikov.

### Velika severna vojna
Peter je z Osmanskim cesarstvom sklenil začasni mir, ki mu je omogočil, da je obdržal zavzeto pristanišče Azov, in preusmeril svojo pozornost na rusko pomorsko prevlado. Poskušal je pridobiti nadzor nad Baltskim morjem, ki ga je pridobil švedski imperij pol stoletja prej. Peter je napovedal vojno Švedski, ki jo je takrat vodil mladi kralj Karel XII. Švedski so nasprotovali tudi Danska-Norveška, Saška in Poljska-Litva. Preobraženski polk se je udeležil vseh večjih bitk med veliko severno vojno.
Rusija je bila za vojno s Švedsko slabo pripravljena in njen prvi poskus za zavzetje baltske obale se je z bitko pri Narvi leta 1700 končal katastrofalno. V bitki so sile Karla XII. namesto počasnega metodičnega obleganja napadle nemudoma in uporabile slepilen snežni metež v svojo korist. Po bitki se je Karel XII. odločil skoncentrirati svoje sile proti poljsko-litovski državi, kar je dalo Petru dovolj časa za reorganizacijo ruske vojske. Povabil je Nicolaasa Bidlooja za organizacijo vojaške bolnišnice. Leta 1701 je Peter Veliki podpisal dekret za odprtje Moskovske šole matematike in navigacije.
Medtem ko so se Poljaki borili s Švedi, je Peter 29. junija 1703 ustanovil mesto Sankt Peterburg v Ingriji, provinci Švedskega imperija, ki jo je zavzel. Poimenoval ga je po svojem zaščitniku, Svetem Petru. Prepovedal je gradnjo kamnitih zgradb izven Sankt Peterburga, tako da bi se lahko vsi kamnoseki udeležili gradnje novega mesta, katerega je nameraval razglasiti za rusko prestolnico. Leta 1703 je zares premaknil glavno mesto v Sankt Peterburg. V času gradnje mesta ob reki Nevi je živel v skromni trisobni brunarici (z delovno sobo, a brez kamina), iz katere se je preselil v prvo različico Zimskega dvorca. Prve stavbe, ki so bile zgrajene, so Petropavlovska trdnjava, ladjedelnica Admiralti in samostan Aleksandra Nevskega.
Po več porazih je poljski kralj Avgust Močni leta 1706 abdiciral. Švedski kralj Karel XII. je svojo pozornost preusmeril na Rusijo in leta 1708 izvedel invazijo. Po vstopu v Rusijo je Karel Petra julija porazil v bitki pri Golovčinu. V bitki pri Lesnaji je Karel doživel svoj prvi poraz, v katerem je Peter uničil skupino švedskih okrepitev, ki so korakale iz Rige. Prikrajšan za to pomoč je bil Karel prisiljen pustiti svoj načrtovan marš na Moskvo.
Karel XII. se ni hotel umakniti na Poljsko ali se vrniti na Švedsko in je namesto tega napadel Ukrajino. Peter je svojo vojsko umaknil na jug in uporabil taktiko požgane zemlje – po poti je uničeval vse, kar bi lahko pomagalo Švedom. Švedi so bili prikrajšani za lokalno oskrbo in so bili v zimi 1708–1709 prisiljeni ustaviti svoje napredovanje. Poleti 1709 so ponovno poskušali zavzeti Levobrežno Ukrajino, kjer so vladali Rusi. To je vodilo v bitko pri Poltavi 27. junija. Bitka se je končala z odločilnim porazom švedskih sil in  končala Karlov pohod v Ukrajino ter ga prisilila, da se je obrnil na jug in se zatekel v Osmansko cesarstvo. Rusija je porazila kar je veljalo za eno najboljših vojsk na svetu in zmaga je spreobrnila mnenje, da je Rusija vojaško nesposobna. Na Poljskem so Avgusta II. ponovno ustoličili kot kralja.
Peter je precenjeval pomoč, ki jo bo dobil od svojih balkanskih zaveznikov in je napadel Osmansko cesarstvo, s čimer je začel rusko-turško vojno. Petrovo bojevanje v Osmanskem cesarstvu je bilo katastrofalno in z mirovno pogodbo iz Pruta je bil Peter prisiljen vrniti črnomorska pristanišča, ki jih je osvojil leta 1697. Sultan je v zameno izgnal Karla XII.
Osmani so ga zaradi njegove pripravljenosti žrtvovati veliko število svojih vojakov v boju imenovali Nori Peter (turško deli Petro). Peter je imel rad redkosti in nenavadnosti vseh vrst. Leta 1704 so mu predstavili Abrama Petroviča Hanibala, otroka etiopskega izvora in leta 1716 ga je Peter odpeljal v Pariz.
Leta 1711 je Peter z odlokom ustanovil novo državno telo, imenovano senat Ruskega imperija. V običajnih razmerah bi v času njegove odsotnosti z oblastjo razpolagala duma bojarjev, vendar Peter bojarjem ni zaupal in je namesto tega ukinil dumo in ustvaril senat z desetimi člani. Senat je bil ustanovljen kot najvišja državna institucija za nadziranje vseh pravnih, finančnih in upravnih zadev. Sprva je bila ustanovljen samo za čas monarhove odsotnosti, vendar je po njegovi vrnitvi postal stalno telo. Posebni visoki državni uradnik, ober-prokurator, je služil kot vezni člen med vladarjem in senatom in je deloval kot, po Petrovih lastnih besedah, vladarjevo oko. Brez njegovega podpisa ni bila veljavna nobena odločitev senata. Senat je postal ena od najpomembnejših institucij v imperialni Rusiji.
Peter je odločil, da morajo vsi otroci plemstva imeti zgodnjo izobrazbo, še posebej na področju znanosti. Tako je 28. februarja 1714 izdal odlok o obvezni izobrazbi, po katerem so morali vsi ruski otroci plemstva in državnih uradnikov med 10. in 15. letom učiti osnov matematike in geometrije ter so morali izvesti preskus znanja na koncu svojega izobraževanja.
Petrove severne armade so zavzele švedsko provinco Livonijo (severna polovica sodobne Latvije in južna polovica sodobne Estonije) in s tem pregnale Švede s Finske. Leta 1704 je Ruska imperialna mornarica zmagala v gangutski bitki. Večino Finske je okupirala Rusija.
Januarja 1716 je car obiskal Rigo, Gdansk in Szczecin ter pridobil pomoč Hannovra in kraljevine Prusije za vojno s Švedi pri Wismarju. Mecklenburg je bil prisiljen zapustiti. Pri Altoni se je srečal z danskimi diplomati. Pot je nadaljeval v Bad Pyrmont, kjer je ostal v toplicah zaradi bolezni. Decembra je prispel v Amsterdam, kjer je kupil zanimive zbirke Frederika Ruyscha, Levinusa Vincenta, Albertusa Sebe in slike Marie Sibylle Merian za svojo Kunstkamero. Obiskal je manufakturo svile in papirnico in se naučil izdelovati papir ter navijati svilo. Obiskal je Hermana Boerhaava in Carla de Moora v Leidnu in naročil dva živosrebrna termometra od Daniela Gabrijela Fahrenheita ter instrumente od Musschenbroeka. Aprila 1717 je nadaljeval svoje popotovanje od Vlissingena v Bruselj na Avstrijskem Nizozemskem, Dunkirk, Calais, Pariz, kjer je pridobil veliko knjig in predlagal poroko svoje hčere s kraljem Ludvikom XV. Saint Simon ga je opisal kot »visokega, dobro grajenega in suhega, s pogledom, ki je hkrati zbegan in krut«. Peter je nadaljeval svoje popotovanje prek Reimsa v Maastricht, ki je bil takrat ena najpomembnejših trdnjav v Evropi, kjer ga je sprejel poveljnik trdnjave. Nato se je vrnil v Amsterdam in obiskal tamkajšnji botanični vrt ter zapustil mesto v začetku septembra.
Carjeva mornarica je bila dovolj močna, da so Rusi lahko napadli Švedsko. Karel XII. je še vedno zavračal predajo in mir ni bil dosegljiv dokler ni Karel XII. leta 1718 umrl v boju. Po bitki pri Alandskih otokih je Švedska do leta 1720 sklenila mir z vsemi silami razen z Rusijo. Leta 1721 se je z mirom iz Nystada končala velika severna vojna. Rusija je pridobila Ingrijo, Estonijo, Livonijo in velik del Karelije. V zameno je Rusija plačala dva milijona riksdalerjev in predala večino Finske. Car je obdržal nekaj finskega ozemlja blizu Sankt Peterburga, ki je leta 1712 postal njegova prestolnica. Med letoma 1713 in 1728 ter med letoma 1732 in 1918 je bil Sankt Peterburg prestolnica Ruskega imperija.

### Naziv
Po zmagi veliki severni vojni je leta 1721 prejel naziv imperator.
Po Božji milosti, najbolj odličen in veliki vladar imperator Pjotr Aleksejevič vladar vseh Rusov: Moskve, Kijeva, Vladimirja, Novgoroda, car Kazana, car Astrahana in car Sibirije, vladar Pskova, veliki knez Smolenska, Tvera, Jugorska, Perma, Vjatke, Bolgarije in drugih, vladar in veliki knez Nižnega Novgoroda, Černigova, Rjazana, Rostova, Jaroslavla, Belozerska, Udora, Kondije in vladar vseh severnih dežel ter vladar Iverijske pokrajine, Kartlije in gruzijskih kraljev, Kabardije, Čerkezije in gorskih knezov in veliko drugih držav in ozemelj na vzhodu in zahodu tukaj in tam in naslednik in monarh in vladar.

### Poznejša leta
Leta 1717 je Aleksander Bekovič-Čerkasski vodil prvo rusko vojaško odpravo v Srednjo Azijo proti Hivskemu kanatu. Odprava se je končala s popolno polomijo in celotne ekspedicijske sile so bile pobite.
Leta 1718 je Peter preiskoval zakaj je bila bivša švedska provinca Livonija tako urejena. Odkril je, da so Švedi za upravljanje Livonije (300-krat manjša od njegovega imperija) porabili toliko denarja, kot je on porabil za birokracijo celotnega imperija. Prisiljen je bil razpustiti vlado province.
Na koncu leta 1717 se je zaključilo pripravljalno obdobje za administrativno reformo v Rusiji. Po letu 1718 je Peter namesto starih centralnih agencij vlade ustanovil univerze z oddelki za zunanje zadeve, kopensko vojsko, mornarico, finance, pravosodje in inšpekcije. Kasneje so bili dodani še oddelki za upravljanje z rudarstvom in industrijo. Vsaka univerza je imela predsednika, podpredsednika in več svetovalcev ter cenilcev in prokuratorja. Nekatere tujce so vključili v določene univerze, vendar ne kot predsednike. Peter ni imel dovolj zvestih, talentiranih ali izobraženih ljudi da bi zapolnili vsa mesta na različnih oddelkih. Raje se je zanašal na skupine posameznikov, ki bi nadzorovale druga drugo. Odločitve so bile odvisne od večine pri glasovanju.
Petrova zadnja leta so bila zaznamovana z nadaljnjimi reformami v Rusiji. 22. oktobra 1721, malo po sklenjenem miru s Švedsko, je bil proglašen za »imperatorja vseh Rusov«. Nekateri so predlagali, da zavzame naziv imperator vzhoda, vendar je to zavrnil. Gavrila Golovkin, državni kancler, je po govoru nadškofa Pskova leta 1721 Petrovemu ustaljenemu nazivu car prvi dodal »Veliki, oče svoje države, imperator vseh Rusov«. Petrov imperialni naziv so priznali Avgust Močni, Friderik Viljem I. Pruski in Friderik I. Švedski, drugi evropski monarhi pa ne. Prevladovalo je mnenje, da izraz imperator izraža višji naziv od kraljev. Več vladarjev je skrbelo, da bi Peter izražal avtoriteto nad njimi, kot je sveti rimski cesar izražal suzerenstvo nad vsemi krščanskimi narodi.
Leta 1722 je Peter ustvaril nov prednostni red, znan kot preglednica činov. Pred tem je bila prednost določena z rojstvom. Da bi bojarjem odvzel visoka mesta je Peter ukazal, naj prednost določajo zasluge in služba imperatorju. Preglednica činov je ostala v veljavi v Ruskem imperiju, dokler ni bila monarhija leta 1917 strmoglavljena.
Nekoč vplivni perzijski Safavidi na jugu so bili v globokem zatonu. Peter je izkoristil situacijo in je sprožil rusko-perzijsko vojno (1722–1723), znano tudi kot perzijska odprava Petra Velikega, ki je prvič močno povečala ruski vpliv na Kavkazu in na območju Kaspijskega jezera ter je preprečila, da bi Osmansko cesarstvo pridobilo ozemlje na tem območju. Po velikem uspehu in zavzetju novih provinc in mest na Kavkazu in v severni Perziji so bili Safavidi prisiljeni predati Rusiji območja Derbenta, Širvana, Gilana, Mazandarana, Bakuja in Astrabada. V dvanajstih letih so bila vsa območja vrnjena Perziji, ki jo je vodil karizmatični vojaški genij Nader Šah, skladno s Sporazumom iz Rešta, Sporazumom iz Gandže in kot posledica rusko-perzijskega zavezništva proti Osmanskemu cesarstvu, ki je bilo skupni sovražnik obeh.
Peter je za financiranje izboljšav v Sankt Peterburgu uveljavil nove davke. Ukinil je zemljiški in gospodinjski davek in ju zamenjal z glavarino. Davke na zemljišče in na gospodinjstvo so plačali samo posamezniki, ki so imeli stvar v lasti ali so imeli družino. Nove glavarine so plačali tlačani in berači. Leta 1725 je bila zaključena gradnja Peterhofa, palače v bližini Sankt Peterburga. Peterhof (nizozemsko Petrov dvor) je bil velika palača, ki je postajala znana kot »ruski Versailles«.
- Portret Petra Velikega Marie Giovanne Clementi
- Peter I. v ruski obleki med Velikim veleposlaništvom
- Peter I. v upodobitvi svojega najljubšega dvornega slikarja Ivana Nikitina
- Peter I., kopija Andreja Matvejeva po Carlu de Mooru (1724)

### Bolezen in smrt
Pozimi 1723 so se pri Petru, čigar zdravje ni bilo nikoli trdno, pojavile težave s sečili in sečnim mehurjem. Poleti 1724 je skupina zdravnikov izvedla operacijo, s katero je sprostila več kot štiri funte (1,8 kg) zadržanega urina. Peter je ostal priklenjen na posteljo do pozne jeseni. V prvem tednu oktobra je neučakan in prepričan, da je ozdravljen, začel dolgotrajni pregled različnih projektov. Po legendi naj bi novembra pri Lahti ob Finskem zalivu pri pregledu neke železarne Peter videl skupino vojakov, ki so se utapljali blizu obale in zabredel v vodo do bokov, da bi jih rešil.
Rešitev iz ledene vode naj bi poslabšala Petrove težave s sečnim mehurjem in povzročile njegovo smrt. Nekateri zgodovinarji obravnavajo to zgodbo s skepticizmom in poudarjajo, da je edini vir zgodbe nemški kronist Jacob von Staehlin ter da je malo verjetno, da ne bi nihče drug opisal takšnega junaštva. Zato in zaradi časa, ki je pretekel med dejanjem in Petrovo smrtjo, povezava ni verjetna.
Na začetku januarja 1725 je Peter ponovno zbolel za uremijo. Po legendi naj bi, preden je padel v nezavest, prosil za papir in pero in načečkal nedokončan zapisek »Pustite vse ...« in nato, izčrpan zaradi napora, prosil naj pokličejo njegovo hči Ano.
Peter je umrl med 4. in 5. uro zjutraj 8. februarja 1725. Avtopsija je razkrila, da je bil njegov sečni mehur okužen z gangreno. V času smrti je imel 52 let in 7 mesecev, vladal pa je 42 let. Pokopan je v katedrali svetega Petra in Pavla v Sankt Peterburgu v Rusiji.

## Vera
Peter ni verjel v čudeže in je pri 18 letih ustanovil Zabavljaško, pijano sinodo bedakov in dvornih norcev, organizacijo, ki se je norčevala iz pravoslavne in katoliške cerkve. Januarja 1695 je Peter zavrnil udeležbo v tradicionalni ruski pravoslavni ceremoniji ob Svetih treh kraljih in je pogosto načrtoval dogodke Zabavljaške, pijane sinode bedakov in dvornih norcev tako, da so se datumi prekrivali s cerkvenimi.
Petra so vzgajali v ruski pravoslavni veri, vendar ni zelo spoštoval cerkvene hierarhije, ki jo je podvrgel strogemu vladnemu nadzorom. Tradicionalni vodja cerkve je bil moskovski patriarh. Ko je bilo leta 1700 to mesto izpraznjeno, Peter ni hotel imenovati naslednika in je dovolil patriarhovemu namestniku, da je urad razrešil dolžnosti. Peter ni mogel trpeti, da je imel patriarh večjo moč od carja, kot se je zgodilo v primeru patriarhov Filareta (1619–1633) in Nikona (1652–1666). Leta 1716 je povabil Teofana Prokopoviča v prestolnico. Leta 1718 je ukazal prevesti »Uvod v Evropsko zgodovino« (delo Samuela Pufendorfa). Na tej osnovi so temeljile duhovniške regulacije iz leta 1721. Cerkvena reforma Petra Velikega je tako ukinila patriarhat in ga zamenjala s sveto sinodo, ki je bila pod nadzorom prokuratorja in car je namestil vse škofe.
Leta 1721 je Peter sledil nasvetu Prokopoviča in je preoblikoval Sveto sinodo kot svet desetih duhovnikov. Za vodenje cerkve se je Peter vse bolj obračal k Ukrajincem, ki so bili bolj odprti za reforme, vendar niso bili priljubljeni med ruskimi duhovniki. Peter je uveljavil zakon, po katerem noben Rus ni smel postati menih pred 50. letom starosti. Bil je mnenja, da je preveč sposobnih ruskih mož potrošenih za duhovniško delo, medtem ko bi se lahko pridružili njegovi novi in izboljšani vojski.
Višji sloji družbe niso izbirali duhovniškega poklica. Večina duhovnikov je bila sinov duhovnikov in so bili zelo slabo izobraženi in plačani. Duhovniki v samostanih so imeli rahlo višji status, vendar jim ni bilo dovoljeno poročati se. Politično je bila cerkev impotentna.

## Poroke in družina
Peter Veliki je imel dve ženi, s katerima je imel petnajst otrok, od katerih so trije preživeli do odrasle dobe. Petrova mati je izbrala njegovo prvo ženo, Evdokijo Lopuhino, leta 1689 po nasvetih drugih plemičev. Izbira je bila skladna s tradicijo Romanovih, da so za žene izbirali hčere iz nižjega plemstva. To so delali, da so preprečili spore med močnejšimi plemiškimi hišami in v družino prinesli svežo kri. Imel je tudi ljubico iz Vestfalije, Anno Mons.
Po vrnitvi z Velikega veleposlaništva leta 1698 je Peter sklenil končati svoj nesrečni zakon. Ločil se je od carice in jo prisilil oditi v samostan. Rodila mu je tri otroke, vendar je samo en, Aleksej Petrovič, preživel do odraslosti.
Menšikov mu je predstavil Marto Heleno Skowrońsko, poljsko-litovsko kmetico in Peter jo je vzel za ljubico enkrat med letoma 1702 in 1704. Marta se je spreobrnila v pravoslavno vero in prejela ime Katarina. Peter in Katarina sta se poročila v tajnosti med 23 oktobrom in 1. decembrom 1707 v Sankt Peterburgu, vendar za to ni pisnih dokazov. Peter je cenil Katarino in 19. februarja 1712 sta se v katedrali sv. Izaka v Sankt Peterburgu poročila še uradno.
Njegov najstarejši otrok in naslednik, Aleksej, je bil osumljen vpletenosti v poskus strmoglavljenja carja. Sodili so mu in po mučenju je na posvetnem sodišču grofu Pjotru Andrejeviču Tolstoju priznal svojo vpletenost. Obsojen je bil na smrt. Smrtna kazen bi bila lahko izvedena samo s Petrovim podpisanim dovoljenjem. Peter je bil zadržan in Aleksej je v zaporu umrl, najverjetneje za posledicami ran, prejetih med mučenjem. Aleksejevo mater Evdokijo so odvlekli od doma, ji na podlagi lažnih obtožb sodili zaradi prešuštva, jo javno prebičali in zaprli v samostan ter prepovedali, da bi kdorkoli govoril z njo.
Leta 1724 so Petrovo drugo ženo, Katarino, okronali kot carico, čeprav je Peter ostal dejanski vladar Rusije.

### Otroci
S svojima dvema ženama je imel petnajst otrok. Štirje so bili sinovi, eden med njimi Pavel in trije Petri. Vsi so umrli kot dojenčki. Odrasli so samo trije otroci. Imel je tudi tri vnuke: carja Petra II., veliko kneginjo Natalijo Aleksejevno (1714–1728) in carja Petra III.
| Ime                                                 | Rojstvo            | Smrt                            | Opombe                                                                            |
| --------------------------------------------------- | ------------------ | ------------------------------- | --------------------------------------------------------------------------------- |
| Z Evdokijo Lopuhino                                 |                    |                                 |                                                                                   |
| Aleksej Petrovič (carjevič)                         | 18. februar 1690   | 26. junij 1718, starost 28      | Poročen 1711, Charlotte Christine Brunswick-Lüneburška; imel je otroka Petra II.  |
| Aleksander Petrovič                                 | 13. oktober 1691   | 14. maj 1692, starost 7 mesecev |                                                                                   |
| Pavel Petrovič                                      | 1693               | 1693                            |                                                                                   |
| S Katarino I.                                       |                    |                                 |                                                                                   |
| Peter Petrovič                                      | Zima 1704          | 1707                            | Rojen in umrl pred uradno poroko staršev                                          |
| Pavel Petrovič                                      | Oktober 1705       | 1707                            | Rojen in umrl pred uradno poroko staršev                                          |
| Katarina Petrovna                                   | 7. februar 1707    | 7. avgust 1708                  | Rojen in umrl pred uradno poroko staršev                                          |
| Anna Petrovna                                       | 27. januar 1708    | 15. maj 1728                    | Poročena 1725, Karl Friedrich, knez Holstein-Gottorpski; imela otroka, Petra III. |
| Jelisaveta Petrovna, pozneje carica Elizabeta Ruska | 29. december 1709  | 5. januar 1762                  | Poročena 1742, Aleksej Grigorjevič, grof Razumovski; brez otrok                   |
| Maria Natalija Petrovna                             | 20. marec 1713     | 17. maj 1715                    |                                                                                   |
| Margarita Petrovna                                  | 19. september 1714 | 7. junij 1715                   |                                                                                   |
| Peter Petrovič                                      | 9. november 1715   | 6. maj 1719                     |                                                                                   |
| Pavel Petrovič                                      | 13. januar 1717    | 14. januar 1717                 | v Weslu                                                                           |
| Natalija Petrovna (velika kneginja)                 | 31. avgust 1718    | 15. marec 1725                  |                                                                                   |
| Peter Petrovič                                      | 7. oktober 1723    | 7. oktober 1723                 | rojen in umrl na isti dan                                                         |
| Pavel Petrovič                                      | 1724               | 1724                            |                                                                                   |

### Ljubice in nezakonski otroci
- Maria Dmitrijevna Catemirovna Moldavska (1700–1754), hči Dmitrija Cantemirja[68]
  - neimenovan sin (1722) – mrtvorojen.[69]
- Mary Hamilton, dvorna dama Katarine I.[70][71]
  - spontani splav (1715)[72]
  - neimeonovan otrok (1717)[72]

## Zapuščina
Peterova zapuščina je bila vedno velika skrb za ruske intelektualce. Riasanovsky izpostavlja »paradoksalno dihotomijo« v črno-belih slikah, kot je Bog/antikrist, učitelj/ignorant, arhitekt ruske veličine/uničevalec narodne kulture, oče svoje države/poguba navadnih ljudi. Voltairova biografija z leta 1759 je dala Rusom iz 18. stoletja moža razsvetljenstva, medtem ko je Bronasti jezdec, pesem Aleksandra Puškina iz leta 1833, dala močno romantično sliko stvarnika-Boga. Slavofili so sredi 19. stoletja obsojali Petrovo približevanje Rusije zahodu.
Zahodni pisci in politični analitiki govorijo o pričevanju ali tajni oporoki Petra Velikega. Ta naj bi domnevno razkrila njegov veliki načrt, po katerem naj bi Rusija dosegla svetovno dominacijo prek zasedbe Carigrada, Afganistana in Indije. Ta oporoka je ponaredek, ki je nastal v Parizu po navodilih Napoleona, ko je začel z invazijo na Rusijo leta 1812. Kljub temu se še vedno navaja v zunanjepolitičnih krogih.
Komunisti so ubili zadnje Romanove in njihovi zgodovinarji, kot je Mihail Pokrovski, predstavljajo močno negativne poglede na celotno dinastijo. Stalin je po drugi strani občudoval, kako je Peter okrepil državo, vojno, diplomacijo, industrijo, visoko šolstvo in državno upravo. Leta 1928 je Stalin napisal »ko je Peter Veliki, ki se je moral ukvarjati z bolj razvitimi državami na zahodu, mrzlično gradil tovarne za preskrbo vojske in krepitev državne obrambe, je bil to originalni poskus skoka iz okvirja zaostalosti«. Posledično je sovjetsko zgodovinopisje poudarjalo tako pozitivne dosežke, kot tudi negativni vidik zatiranja navadnih ljudi.
Po padcu komunizma leta 1991 so znanstveniki in javnost v Rusiji in na zahodu znova usmerili pozornost na Petra in njegovo vlogo v ruski zgodovini. Njegova vladavina je zdaj videna kot odločilni dogodek v ruski imperialni preteklosti. Pojavilo se je veliko svežih idej, na primer vprašanje, ali je okrepil avtoritarni državni aparat, ali pa caristični režim ni bil dovolj državniški, glede na svojo majhno birokracijo.
Začel je veliko ekonomskih, socialnih, političnih, upravnih, izobraževalnih in vojaških reform, ki so končale prevlado tradicionalizma in vere v Rusiji ter začele približevanje zahodu. Njegov trud vključuje sekularizacijo izobrazbe, organizacijo uprave za učinkovito vladanje, okrepljeno uporabo tehnologije, ustanovitev industrijske ekonomije, modernizacijo vojske in vzpostavitev močne mornarice.
Zgodovinar J. Vodarski je leta 1993 rekel, da Peter »države ni vodil na poti pospešenega gospodarskega, političnega in socialnega razvoja in je ni prisilil, da je dosegla skok skozi več stopenj ... Nasprotno, ta dejanja so večinoma zaustavila ruski napredek in ustvarila pogoje za njeno nazadovanje za eno stoletje in pol!« Avtokratska moč, ki jo je občudoval Stalin, je bila za Jevgenija Anisimovega breme; trdil je, da je Peter »stvarnik upravnega poveljniškega sistema in pravi prednik Stalina«.
Po Enciklopediji Britannici ni popolnoma premostil razlik med Rusijo in zahodnimi državami, je pa dosegel opazen napredek pri razvoju nacionalnega gospodarstva in trgovine, izobrazbe, znanosti, kulture ter zunanje politike. Rusija je postala velesila, mimo katere ni bilo mogoče rešiti nobenega pomembnega evropskega problema. Njegove notranje reforme so dosegle takšen napredek, da si ga noben zgodnejši inovator ne bi mogel predstavljati.
Medtem ko je kulturni preobrat v zgodovinopisju zmanjševal pomen diplomatskih, gospodarskih in ustavnih težav, so bile za Petra najdene nove kulturne vloge, npr. v arhitekturi in oblačenju. James Craraft trdi:
Petrinska revolucija v Rusiji – vključno z veliko vojaškimi, pomorskimi, vladnimi, izobraževalnimi, arhitekturnimi, jezikoslovnimi in drugimi notranjimi reformami, ki jih je sprejel Petrov režim – za spodbujanje vzpona Rusije kot velike evropske sile – so bile v bistvu kulturna revolucija, ki je močno vplivala tako na osnovno ustavo Ruskega imperija in nujno tudi njen nadaljnji razvoj.

## Reforme

### Reorganizacija vojske
Peter je ustanovil redno vojsko po modernih načelih. Oficirji so prihajali iz vrst plemstva in so se šolali v moskovski šoli za oficirje. Vojake so rekrutirali izmed kmetov in nižjega sloja meščanov. Vojaška služba je bila doživljenjska. Vojaki so bili oboroženi s puškami in topovi domače izdelave. Oblikovani so bili polki, pehotni in konjeniški, ki so nosili imena pokrajin, v katerih so se nahajali. Na zastavah polkov so se začeli pojavljati grbi ruskih pokrajin.
Ob Petrovi smrti leta 1725 je bila Rusija prava evropska sila. Njena vojska je, brez kozakov, štela 200.000 vojakov. Ruska vojna mornarica, ki je pred Petrom sploh ni bilo, je ob njegovi smrti imela kakih 50 velikih jadrnic in množico majhnih ladij na vesla ter se s tem uvrščala med večje evropske vojne mornarice.

### Trgovina in obrtne delavnice
Izdelava orožja in ladij je potegnila za seboj intenziven razvoj metalurgije in obrtnih delavnic. Podjetniki so dobili številne ugodnosti, lahko so od plemičev odkupili tlačane in jih naselili na posebnih območjih ob delavnicah; s tem se je začel oblikovani sloj najnižjega meščanstva, ki je bilo brez pravic, bili so skorajda sužnji.
S Petrovim ukazom so bili meščani leta 1699 izvzeti iz uprave pokrajinskih vojnih guvernerjev. Iz svojih vrst (trgovcev in obrtnikov) so volili mestne uprave, ki so bile sprva podrejene direktno moskovskemu mestnemu svetu, od leta 1720 pa glavni mestni upravi v Sankt Peterburgu.
Zunanja trgovina se je v času Petrovega vladanja posedmerila. Rusko metalurško znanje je tako napredovalo, da je sredi 18. stoletja celo prehitelo evropsko.

### Državna in lokalna uprava
Peter je leta 1711 odpravil staro bojarsko dumo in jo nadomestil s senatom kot najvišjim državnim upravnim telesom, ki je imel nalogo prevesti carjeve ukaze v zakonodajo. Posamezna področja državne uprave je od leta 1719 upravljalo devet (kasneje 12) kolegijev, ki so koordinirali delovanje pokrajinskih uprav.
Od leta 1719 je bila Rusija razdeljena na 50 pokrajin, ko so imele na svojih območjih upravne, vojaške in sodne pristojnosti. Za državo je bila njihova najpomembnejša naloga pobiranje davkov. Da bi preprečil neprestano izmikanje davkom, je Peter leta 1722 (namesto davka na družino-gospodinjstvo) uvedel davek na (moško) glavo, kar je davčno obremenitev prebivalstva močno povečalo in povzročilo vrsto uporov (največji že omenjeni v Astrahanu), ki jih je Peter s silo zatrl.
Po miru iz Nystada (1721) je Peter vojsko, ki ni bila več potrebna za vojno s Švedi, razporedil po vsej Rusiji v garnizone in zadolžil lokalno prebivalstvo za njeno vzdrževanje. Območja garnizonov se ozemeljsko niso pokrivala z upravnimi pokrajinami. Poveljniki garnizonov so imeli svoje sodne pristojnosti in njihove zahteve so predstavljale še en nivo že tako ali tako zapletene lokalne uprave.
Zločine proti državi je obravnaval preobraženski urad, odgovoren neposredno carju.

### Vzgoja in kultura
Peter se je zavedal, kako zaostala je Rusija. Sam je hrepenel po znanju in ga vzpodbujal na vse mogoče načine. Vabil je tuje strokovnjake na delo v Rusijo in vzpodbujal študij v tujini.
Bil je prvi ruski vladar, ki je podpiral izobraževanje na sekundarnem nivoju. Po vsej Rusiji so bile ustanovljene številne laične šole, od splošnih do oficirskih. Ker so bojarji, po stari navadi, svoje sinove raje pošiljali v samostanske šole, je bil v šolah prostor tudi za otroke vojakov, uradnikov in duhovnikov.
Leta 1703 je izšel prvi ruski časopis Vjedomosti, ki je poleg novic o važnih dogodkih v Rusiji in tujini prinašal tudi vladne odredbe.
Peter je pripravljal rusko akademijo znanosti, ki je bila odprta takoj po njegovi smrti, leta 1725. Načrtovana umetniška akademija je morala počakati še 30 let.
Peter je iz inozemstva pripeljal tuje umetnike in domače pošiljal na šolanje v tujino. Tuji in domači arhitekti so gradili dvorce, cerkve, ladjedelnice, trdnjave, tovarne, prekope, nasipe, administrativne zgradbe muzeje, knjižnice. Leta 1725 so končali z gradnjo Petergofa, palače v bližini Sankt Peterburga, ki je kasneje zaslovel kot ruski Versailles.
Rusija v Petrovem času nima svojih piscev. Veliko pa so prevajali iz zahodnih jezikov: tehniške knjige, pa tudi geografijo, zgodovino, potopise, manj književnost. Zelo značilna za tisti čas je Pripovedka o ruskem mornarju Vasiliju, ki opisuje življenje ruskega mornarja.
V letih 1702–3 je prišla v Moskvo poklicna gledališka skupina, ki je uprizarjala biblijske in zgodovinske teme, a se ni uveljavila. Leta 1707 se je preselila v Preobražensko, kjer jo je prevzela Petrova sestra Natalija.

## Petrova osebnost
Peter je bil nadpovprečno velik (več kot 2 m) in močan, čeden ter bistroumen. Zavračal je bizantinski blišč prejšnjih carjev in bil enostaven v navadah. Užival je npr. v razgovoru ob vrčku piva z graditelji ladij in mornarji, ki so obiskali Sankt Peterburg (govoril je nemško in holandsko). Neutruden, poln energije in vzkipljiv ni maral odličnih oblačil, ki so mu omejevala gibanje, raje je nosil ponošena vojaška ali mornariška oblačila. Rad se je šalil, čeprav so bile njegove šale pogosto krute. Včasih je močno pil in k temu silil tudi goste. Ni trpel nepoštenosti. Bil je strašen v svoji jezi in lahko krut, kadar so mu ugovarjali. V takih trenutkih ga je znala pomiriti le njegova druga žena Katarina, ki so jo ljudje pogosto prosili za posredovanje. Včasih je s palico pretepal svoje visoke uradnike, celo svojega najožjega prijatelja kneza Menšikova. Kadar pa se je postavil v podrejen položaj, je opravljal delo enako vestno, kot je to zahteval od drugih. Svoje vojaško urjenje je npr. začel na najnižjem nivoju.
Kot vladar je znal za najvišje položaje v državi poiskati sposobne sodelavce, tako med visokim plemstvom, kot med nižjimi sloji družbe. Nase je gledal kot na služabnika države in je za dosego ciljev v njen prid, če ni šlo drugače, uporabil tudi nasilne metode.
Petrova osebnost je pustila pečat v celotni ruski zgodovini.

## V popularni kulturi
Peter je bil upodobljen v veliko zgodbah, novelah, igrah filmih, spomenikih in slikah. Upodobitve vključujejo pesmi Bronasti jezdec, Poltava in nedokončano novelo Privez Petra Velikega, vse od Aleksandra Puškina. Prva govori o Bronastem jezdecu, spomeniku konjenika, postavljenem v čast Petru. Aleksej Nikolajevič Tolstoj je v 30. letih 20. stoletja o njem napisal biografsko zgodovinsko novelo po imenu Peter I.
- Peter Veliki, nemški nemi film (1922)
- Peter Veliki, sovjetska igra Alekseja Nikolajeviča Tolstoja[92]
- Peter Veliki, sovjetski film (1937–1938)
- Kako se je car Peter Veliki poročil s privezom, sovjetski film (1976)
- Peter Veliki, (Peter the Great) ameriška nadaljevanka (1986)
- Služabnik vladarja, ruski film (2007)